# Hope Theatre

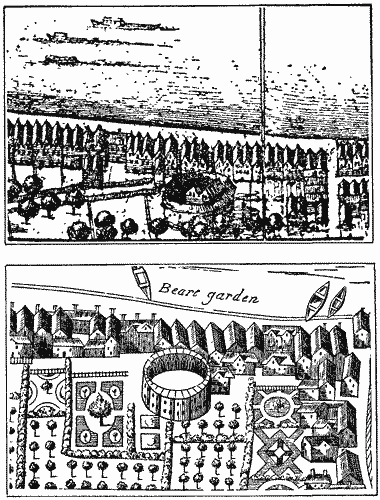
Das Hope Theater, abgebildet nach Wenzel Hollars Stadtkarte Londons nach dem großen Brand; der untere Teil stammt aus Faithorne’s Map of London (1658)

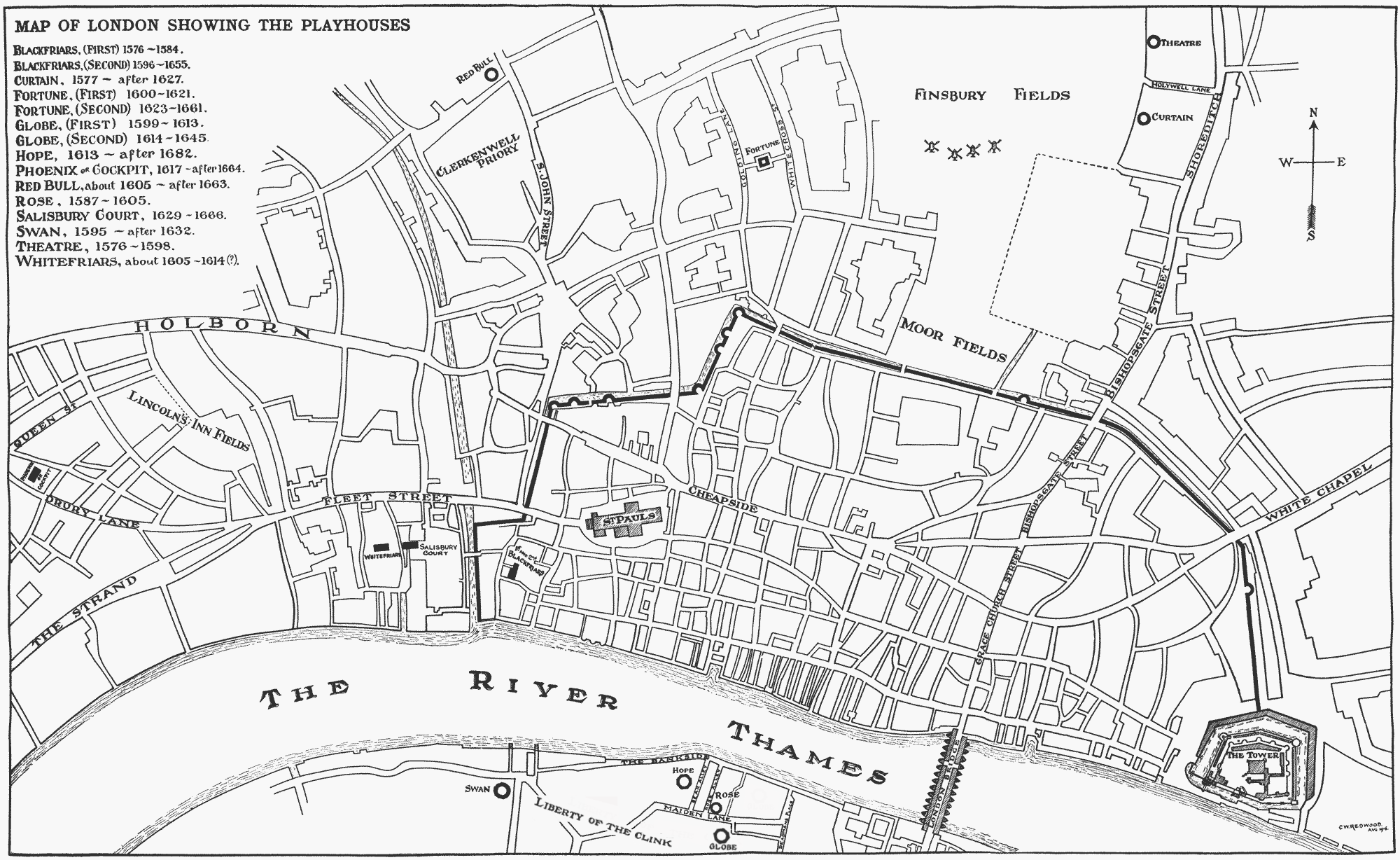
Das Hope Theatre befindet sich auf dieser Stadtkarte von London ganz unten, nahe dem Themseufer

Das The Hope Theatre war eines der festen Theaterhäuser, die in und um London herum errichtet wurden, in denen das Elisabethanische Theater zu seiner Blüte gelangte. Es ist in seiner Art vergleichbar mit dem benachbarten und ungleich bekannteren Globe Theatre, dem Curtain Theatre, dem Swan Theatre und anderen berühmten Schauspielhäusern jener Tage.

## Planung und Bau
Das Hope Theatre wurde in der Zeit von 1613 bis 1614 von Philip Henslowe und einem Partner namens Jacob Meade in Southwark, nahe am Südufer der Themse, errichtet. Auf dem Grundstück der Bankside befand sich bereits ein Veranstaltungsbau, welcher für Tierhatzen genutzt wurde (genannt der Beargarden, da bevorzugt Bären das Opfer jener zweifelhaften Belustigungen wurden). Da sich das Gelände außerhalb der City of London befand, galten hier wesentlich freiere Bestimmungen hinsichtlich der Unterhaltung, Prostitution oder dem Theaterwesen. Henslowe war hier bereits mit seinem Rose Theater erfolgreich, welches er 1587, nur wenige Meter vom Hope entfernt, in einem alten Rosengarten errichtete. Als der Pachtvertrag des Grundstücks 1605 auslief und nicht mehr verlängert wurde, gab er das Rose auf (welches vermutlich im Jahr darauf abgerissen wurde). Nach Übernahme der Pacht des Beargardens, beauftragte Henslowe am 29. August 1613 den Zimmermann Gilbert Katherens damit die alte Veranstaltungsstätte niederzulegen und an seiner Stelle zum Preis von £360 ein neues Theater zu errichten. Nach der Fertigstellung wurde das Hope Theatre, wohl aus Gewohnheit, aber auch, weil dort weiterhin und auch vorwiegend Tierkämpfe stattfanden, im Volksmund immer noch „Beargarden“ genannt und fand so auch den Eingang in historische Dokumente.
Der Bau ging nur langsam vonstatten und dauerte länger als ein Jahr. Ein Grund könnte die mangelnde Verfügbarkeit von Handwerkern in jener Zeit gewesen sein, da zuvor am 29. Juni 1613 das Globe Theatre niederbrannte und die Kapazitäten für zwei Theaterneubauten zur gleichen Zeit in Southwark kaum ausreichten. Die fast unmittelbare Nähe der beiden Häuser zueinander verstärkte diesen Mangel zusätzlich. Allerdings gab es einen weiteren Grund für die Bauverzögerungen: So wies die Planung eine duale Nutzung, sowohl als Theater und wie auch als Tierkampfarena, aus.
(Auszug aus der Auftragsbeschreibung)
Plaiehouse fitt & convenient in all thinges, bothe for players to playe in, and for the game
of Beares and Bulls to be bayted in the same, and also a fitt and convenient Tyre house and
a stage to be carryed and taken awaie, and to stande vppon tressels....
[…] Theater bezugsfertig & bequem in allen Bereichen, gleichermaßen verwendbar für Schauspieler zum Auftritt und für das Spiel von Bären und Bullen, und auch die Fertigstellung der Ruheräume [Backstage] und einer Bühne, die man tragen und wegbringen kann und die auf Böcken steht […]
Somit benötigte das Hope, im Gegensatz zum Globe, zusätzliche Anbauten, um die Wettkampftiere unterzubringen.
Da der ursprüngliche Vertrag zwischen Henslowe und Katherens noch vollständig existiert, wissen wir heute um die genaue Konstruktion und Bauweise des Hope; weit mehr als um die anderer Theater jener Zeit. Der Vertrag besagt, dass das zu bauende Theater gleicher Art wie das Swan Theatre sein musste; mit zwei Treppenaufgängen an der Außenseite und den „Himmeln“ (bespielbare Aufbauten) oberhalb der Bühne, ohne stützende Säulen, die die Sicht des Publikums beeinträchtigen. Ein Umstand, der nicht nur unüblich für die Theaterbauten jener Zeit war, sondern auch das Erfordernis einer, wie gewünscht, „fliegenden“, also schnell abbaubaren, Bühne erfüllte.

## Betrieb
Das Hope wurde im Oktober 1614 fertiggestellt. Am 31. Oktober führte die Theaterkompanie Lady Elizabeth’s Men das Stück Bartholomew Fair von Ben Jonson auf. Allerdings kritisierte Jonson den Ort jener Uraufführung später in der Druckveröffentlichung seines Werkes mit den Worten „as dirty as Smithfield and stinking every whit“ („dreckig wie Smithfield [Londoner Viehmarkt mit Schlachtereien] und stinkt genau so“)
Als Henslowe 1616 starb, erbte sein Schwiegersohn Edward Alleyn dessen Anteil am Hope, den Alleyn gleich weiter an Meade verpachtete. Das Hope blieb so für Jahrzehnte eine aktive Unterhaltungsstätte. In den ersten Jahren wurde das Haus deutlich eher für Theateraufführungen denn für Tierhatzen genutzt. Die Truppe der Lady Elizabeth’s Men wurden 1615 ergänzt mit den Prince Charles’s Men. Als die Lady Elizabeth’s Men 1616 zu ihrer Tournee über das Land aufbrachen, verblieben die Prince’s Charles’s Men drei weitere Jahre am Haus. Allerdings war das zwischen Tierhatz und Theater wechselnde Angebot für die Beteiligten nie wirklich leicht und die Schauspieler zeigten sich mit der Zeit zunehmend unzufriedener. Sie wechselten dann 1619 zum Cockpit Theatre und das Hope wurde hernach nur noch für Bear- and Bullbaiting, Preisboxen, Fechtwettbewerbe und vergleichbare Unterhaltungen genutzt.

## Ende
Bei der verfügten Schließung der Londoner Theater (1642) war das Hope mangels Theaterbetrieb zunächst nicht unmittelbar betroffen, musste aber einige Jahre darauf, aufgrund eines allgemeinen, durch die Puritaner verhängten, Tierkampfverbotes im Jahr 1656, seine Tierhatzen einstellen. Die letzten noch lebenden Bären wurden von Soldaten erschossen; auch die anderen Tiere, Hunde und Hähne, wurden getötet. Verantwortlich hierfür war der Offizier Thomas Pride. Im Jahr 1680, 24 Jahre nach dieser Aktion und zwei Jahre nach Prides Tod, verfasste ein anonymer Satiriker eine fiktive Bekenntnisschrift Prides: Last Speech...being touched in Conscience for his inhuman Murder of the Bears in the Beargarden
Eine, wenn auch zweifelhafte, Angabe findet sich als handschriftliche Ergänzung der 1631 veröffentlichten Ausgabe des Stow and Howes's Chronicle in der es heißt: „pulled down to make tenements, by Thomas Walker, a petticoat maker in Canon Street on Tuesday, 25 March 1656“ („von Thomas Walker, einem Reifrockmacher aus der Canon Street am Dienstag, den 25. März 1656 abgerissen, um Wohnhäuser zu schaffen“). Allerdings enthält der Text Fehler: So wurde hierin behauptet, dass Hope sei 1610 errichtet worden, auch war Thomas Walker in Wirklichkeit Aufseher im nahen The-Clink-Gefängnis.
In der Stuart-Restauration ab 1660 wurden wieder Tierkämpfe zugelassen. Das Hope war zwar abgegangen, jedoch wurde an seiner Stelle rasch Ersatz geschaffen. Die Aufzeichnungen Samuel Pepys bezeugen einen Besuch des Chronisten und seiner Frau im Beargarden vom 14. August 1666. Die letzte Erwähnung von Tierkämpfen an diesem Ort datiert vom 12. April 1682. 1714 wurde auf dem Gelände eine Siedlung errichtet, die den Namen Bear Garden Square trug. Auch heute noch weist eine kleine Straße an dieser Stelle auf den Ort der ehemaligen Vergnügungsstätte am Themseufer hin (Bear Garden).